# Euparixoides cribratus
Euparixoides cribratus är en skalbaggsart som beskrevs av Hinton 1936. Euparixoides cribratus ingår i släktet Euparixoides och familjen Aphodiidae. Inga underarter finns listade i Catalogue of Life.